# Risco de la Mérica
Risco de la Mérica este o arie protejată (arie specială de conservare — SAC, sit de importanță comunitară — SCI) din Spania întinsă pe o suprafață de 38,3 ha, integral pe uscat.

## Localizare
Centrul sitului Risco de la Mérica este situat la coordonatele 28°06′09″N 17°20′34″W / 28.1024°N 17.3427°V.

## Înființare
Situl Risco de la Mérica a fost declarat sit de importanță comunitară în mai 2000 pentru a proteja 1 specie de animale. Situl a fost protejat și ca arie specială de conservare în ianuarie 2010.

## Biodiversitate
Situată în ecoregiunea , aria protejată conține 1 habitat natural: Tufărișuri termo-mediteraneene și de pre-deșert.
La baza desemnării sitului se află o specie protejată de  reptile: Gallotia simonyi.